# Bibliothèque de l'Assemblée législative du Nouveau-Brunswick
La bibliothèque publique de l'Assemblée législative du Nouveau-Brunswick a été créée en 1784 et sert à l'usage des parlementaires du Nouveau-Brunswick.

## Histoire
La bibliothèque fut créée en 1784, en même temps que la province du Nouveau-Brunswick. En 1841, le comité mixte du Conseil législatif et de la Chambre de l'Assemblée constitue la bibliothèque de l'Assemblée législative du Nouveau-Brunswick.
L'institution a été située au Province Hall pendant la majeure partie du XIXe siècle et est aujourd'hui installée à l'Édifice de l'Assemblée législative du Nouveau-Brunswick, construit entre 1880 et 1882.
En 1842, Mark Nedham devint le premier bibliothécaire parlementaire de la province.
En 1859, la bibliothèque de Fredericton ferma ses portes. Alors, la bibliothèque de l’Assemblée législative fit l’acquisition d’une partie de ses livres, surtout des livres de fiction et des livres éducatifs adaptés à la communauté. Cela lui permit notamment d’agrandir sa collection et de commencer à servir la communauté de Fredericton et ses alentours en fournissant des services de lecture et de prêt. En conséquence, elle est devenue une bibliothèque de prêt pour la région de Fredericton qui inclut une pièce réservée aux membres de l’Assemblée législative.
Le 25 février 1880, un incendie s’est produit au Province Hall détruisant une grande partie du bâtiment. Selon les journaux de l’époque, la plupart des documents de la bibliothèque ont été sauvés.
En 1933, Margaret Evans devint la première bibliothécaire professionnelle à occuper le poste de bibliothécaire parlementaire.
La bibliothèque a servi le public jusqu'en 1955, lorsque la responsabilité des bibliothèques publiques fut confiée au Service des bibliothèques du Nouveau-Brunswick, devenant ainsi la bibliothèque spécialisée servant la législature et le gouvernement du Nouveau-Brunswick. Elle continua toutefois d’offrir à la fonction publique ainsi qu’aux étudiants et chercheurs des services de lecture, de référence et de prêt.
En 1968, les Archives provinciales du Nouveau-Brunswick furent créées en tant qu’agence séparée de la bibliothèque. Cela a permis à la bibliothèque de transférer une importante quantité de documents manuscrits qu’elle possédait vers cette nouvelle agence.  
En 1976, la Loi sur la bibliothèque de l’Assemblée législative vit le jour. Elle permit de définir la base légale de la bibliothèque.

## Statut et missions

### Statut
La bibliothèque législative du Nouveau-Brunswick a un statut officiel depuis la création de la province en 1784.

### Missions
La bibliothèque de l’Assemblée législative du Nouveau-Brunswick a plusieurs missions. Sa mission première est d’offrir des services aux parlementaires. Ses autres missions consistent à servir de bibliothèque d’échange officielle de la province, et donc elle est responsable de « rassembler les documents officiels en provenance de la bibliothèque du Parlement, de la Bibliothèque nationale, de la bibliothèque du Congrès et de tout autre bibliothèque avec laquelle un accord d’échange a été conclu ». Également, elle peut faire l’acquisition de documents qui pourraient être utiles « aux députés de l’Assemblée législative ou aux employés des ministères dans l’exercice de leurs fonctions ». Finalement, elle sert de bibliothèque officielle en ce qui a trait au dépôt des publications officielles de la province.

## Services
Les services offerts à la bibliothèque sont destinés principalement aux parlementaires et les employés des ministères. Cependant, cela n’empêche que la bibliothèque est également ouverte au public. Ses services comprennent :
- aide à la recherche;
- prêt entre bibliothèques;
- des séances de formation;
- l’accès à une photocopieuse;
- l’accès à des ressources électroniques et bases de données[13],[14].

## Collections
La bibliothèque possède plusieurs collections. Sa principale collection est notamment constituée de documents concernant les questions d’intérêt public et activités gouvernementales. De plus, elle regorge de documents reliés aux sciences sociales ainsi qu’aux sciences humaines, particulièrement dans les domaines de l’administration, la science économique, l’histoire canadienne, la science politique et des questions sociales,. Également, elle possède une collection néo-brunswickoise, de livres détentes, de journaux et publications, de publications gouvernementales, de référence et de livres audio. La bibliothèque renferme, entre autres, un exemplaire du Domesday Book, des gravures sur cuivre de Jean-Jacques Audubon et des gravures sur acier de William Hogarth. Au total, la bibliothèque comprend plus de 220 000 documents.